# Andy McCoy
Andy McCoy (Antti Hulkko), född 11 oktober 1962 i Pelkosenniemi, är en finsk musiker. På 70-talet spelade han in Finlands första punklåt med bandet Briard, han var medlem av bandet Pelle Miljoona Oy under deras storhetstid, men är mest känd som låtskrivare, gitarrist och keyboardist i glamrockbandet Hanoi Rocks.

## Biografi

### De tidiga åren: punk
Antti Hulkko föddes 1962 i Finland, men växte upp i Stockholm, där han spelade gitarr och fotboll. 1976 flyttade hans familj tillbaks till Finland och Helsingfors, där han började spela gitarr med sin kompis Jan Stenfors (Nasty Suicide). Bara 13 år gammal startade han sitt första band Philadephia Motherfuckers tillsammans med sin kamrat sångaren Räkä Malmi och sin bror Ilkka 1977. Gruppen, som bytte namn till Briard var Finlands första punkband och varade till 1979, då bandet splittrades. Mellan 1977 och 1979 träffade Antti också Macke Fagerholm (Michael Monroe), vars band Madness repade i samma lokal som Briard under Tölö kyrka. Michael spelade då och då bas och saxofon på Briards konserter och Andy hjälpte Madness med ljudtekniken. Tillsammans deltog Antti och Macke också i Ralf Örns och Maukka Perusjätkäs projekt och i slutet av 70-talet spelade de tillsammans med Jesu Hämäläinen i Bolin.
1979 gjorde Antti (som nu hette Andy McCoy) en kort sejour till Stockholm där han tillsammans med Jesper Sporre (senare Gyp Casino) startade bandet Nymphomaniacs, som ändå splittrades utan att ha spelat in någonting samma år och Andy återvände till Finland, där han blev gitarrist i Pelle Miljoona Oy, som var punklegenden Pelle Miljoonas andra och mest framgångsrika band. När Andy anlände var P.M. Med P.M. Oy spelade Andy in gruppens mest framgångsrika album Moottoritie on kuuma (Motorvägen är het). 1980 lämnade han och Sami bandet för att gå med i Hanoi Rocks.

### Hanoi Rocks
- Huvudartikel: Hanoi Rocks

Andy spelade med Hanoi Rocks mellan 1980 och 1985 och blev tillsammans med Michael Monroe de första stora finska rockstjärnorna ute i världen. Under sin storhetstid gav Hanoi Rocks ut sex album, turnerade över hela världen och blev bland annat valda till mest populära grupp i Japan. Hanoi Rocks fungerade som förebild för bland annat Guns N Roses, Mötley Crüe, Manic Street Preachers, Skid Row. År 2002 återupplivade Andy och Mike gruppen.

### London - Los Angeles
Under åren i Hanoi Rocks hann Andy också syssla med andra projekt. 1983 återförenades Briard för att spela in skivan Miss World och Andy hjälpte också Räkä Malmi med hans soloskiva Malmi 1981. Andy samarbetade också med andra artister, bland annat The Hunters, Yasuaki Honda, Fallen Angels och punksupergruppen Urban Dogs. 
Efter att Hanoi Rocks splittrades, grundade Andy tillsammans med alla Hanoi Rocks-medlemmar från den sista uppsättningen, förutom Mike, gruppen Cherry Bombz och anställde den kvinnliga sångerskan Anita Chellemah. Trots att bandet fick ganska mycket uppmärksamhet, spelade flitigt i Storbritannien och fick en moderat hit med Oil & Gasoline, kom det slutliga genombrottet aldrig. Det skapade en hel del frustration och 1987 splittrades Cherry Bombz. 1987 hann Andy också spela in en helakustisk skiva med Nasty Suicide under namnet The Suicide Twins. Till dags dato står den skivan kanske som det största beviset på Andys kompositörstalanger. 
Efter ett kort samarbete med bröstbomben Samantha Fox (låten The Best Is Yet To Come) spelade Andy in sin första soloskiva Too Much Ain’t Enough tillsammans med bland annat Keimo Hirvonen och Jone Takamäki (Sams bror). 1988 flyttade Andy till Los Angeles tillsammans med sin fru Anastasia och sin son.  Han fick genast ett skivkontrakt med BMG och hoppade in som gitarrist på Iggy Pops Instinct-turné. Efter turnén samlade han åt sig ett band som kallade sig Shooting Gallery och spelade in en skiva med samma namn. 1991 spelade de som förband åt KISS på deras Amerika-turné. Bandet floppade. Andy samarbetade också med ex-Skid Row-frontmannen Sebastian Bach. Fyra låtar spelades in, men släpptes aldrig.

### Tillbaka i Helsingfors
Andy flyttade tillbaks till Finland 1994 och gjorde en kort turné med ett finskt Shooting Gallery, där bland annat Hanoi Rocks ex-trummis Gyp Casino medverkade. Återkomsten till Finland blev en besvikelse för fansen, eftersom Andy under hela turnén var antingen packad eller hög. 
Efter Shooting Gallery spelade in sin andra soloskiva Building On Tradition i Stockholm 1995. Det var en e tight och högklassig skiva som förde med sig hiten Strung Out. Tillsammans med bland annat Andy Christell, sin nya fru Angela Nicoletti och Gyp Casino gjorde han sedan två Finlandsturnéer 1995 under namnet Live Ammo. 
1996 återförenades Briard och spelade in skivan Andy McCoy & Pete Malmi: Briard.  Samma år samarbetade han också med de finska banden XL5 och 69 Eyes. 
Under slutet av 90-talet utmärkte sig Andy mest på andra sätt än musikaliskt. Han lyckades under oklara omständigheter ramla ner från en balkong på tredje våningen, han medverkade i den semi-självbiografiska filmen The Real McCoy, han sökte upplysning i Indien och fick nya tänder betalda av finska folket genom en insamling. År 2000 kom hans självbiografiska bok Seriffi McCoy ut. Senare startades också en tv-show i stil med The Osbournes som följde med Andys och Angelas dagliga liv.
Efter att Andy och Micheal Monroe samarbetat runt en utgåva av en 4 cd-box med Hanoi Rocks-material, återförenades den dynamiska duon efter 15 år i bandet Hanoi Revisited, som år 2002 skulle bli ett återupplivat Hanoi Rocks. Gruppen har gett ut tre skivor och turnerat bland annat i Japan, USA, Tyskland och Storbritannien.
Strax före julen år 2008 publicerade McCoy och Monroe att Hanoi Rocks skulle läggas ner på hösten 2009. Fyra avskedkonserter för våren 2009 tillkännagavs, med den sista i slutet av mars. 

## Kontroverser och förtjänster
Andy McCoy har varit en inflytelserik artist. Rent musikaliskt var han en av de stora förnyarna av finländsk rock i och med Briard och Pelle Mijoona Oy. Det som kanske främst satte dessa två punkband framför de andra dussintals banden som dök upp i skiftet mellan 70- och åttiotalet i Finland var att till skillnad från många punkmusiker var Andy en kunnig och skicklig musiker, något som speciellt hörs på Pelle Miljoona Oy:s skiva Moottoritie On Kuuma. Med Hanoi Rocks förnyade Andy hela rockgenren internationellt då han kombinerade popvänliga melodier med punkarrangemang och startade en glamrockboom över hela världen. Att han var en verkligt kunnig gitarrist kan man höra till exempel på Hanoi Rocks två senare studioskivor. 
Mediemässigt blev han Finlands första rockstjärna ute i världen tillsammans med Michael Monroe och visade för finska artister att det verkligen går att slå igenom till och med i USA. Hysterin som mötte Hanoi Rocks i Japan var något helt nytt för finska artister.  I Finland följde dussintals stora band som Dingo, Yö, Smack, Waltari m.fl. imagemässigt i Hanoi Rocks fotspår under 80-talet.

## Andys band
- Briard
- Ralf Örn Pop
- Maukka & Nahkatakit
- Maukka Perusjätkä ja Sota Apatiaa Vastaan
- Bolin
- Nymphomaniacs
- Pelle Miljoona Oy
- Hanoi Rocks
- Cherry Bombz
- The Suicide Twins
- Iggy Pop
- Shooting Gallery
- Live Ammo

## Diskografi
Album
- Moottoritie On Kuuma (Pelle Miljoona Oy, 1980)
- Bangkok Shocks, Saigon Shakes, Hanoi Rocks (Hanoi Rocks, 1981)
- Oriental Beat (Hanoi Rocks, 1982)
- Self Destruction Blues (Hanoi Rocks, 1983)
- Miss World (Briard, 1983)
- Back To Mystery City (Hanoi Rocks, 1983)
- All Those Wasted Years (samling) (Hanoi Rocks, 1984)
- Two Steps From The Move (Hanoi Rocks, 1984)
- Rock & Roll Divorce (live) (Hanoi Rocks, 1985)
- Silver Missiles And Nightinggales (The Suicide Twins, 1986)
- Coming Down Slow (live) (Cherry Bombz, 1987)
- Too Much Ain’t Enough (Solo, 1988)
- Live At The Channel (live) (Iggy Pop, 1988)
- Shooting Gallery (Shooting Gallery, 1992)
- Building On Tradition (Solo, 1995
- Briard (Briard, 1996)
- The Real McCoy Soundtrack (Solo, 1999)
- 12 Shots On The Rocks (Hanoi Rocks, 2002)
- Another Hostile Takeover (Hanoi Rocks, 2005)
- Street Poetry (Hanoi Rocks, 2008)